# Piau (bairro)
Piau é um bairro de Aquiraz, localizada no estado brasileiro do Ceará.
Situa-se no distrito sede do município.

## Etimologia
Seu nome vem de um peixe que é encontrado abundantemente no Rio Catú, o peixe Piau.

## Subdivisão
Tem conjuntos habitacionais criados pela câmara da cidade, como:
- Planalto Sol Nascente;
- Colonial;
- Cajueiro do Amor;
- Triângulo.

## Recursos Hídricos
É abastecido pela Cagece, que retira água do Rio Catú.
Tem pouca abrangência e não tem serviço de esgoto.

## Cultura
- Festa do padroeiro local, Santo Antônio, no mês de junho;
- Miss Piau;
- Carnaval na Brisa do Catú;
- Festival Junino do Planalto Sol Nascente.

Predefinição:Cidade de Aquiraz